# Campeonato Femenino de la UEFA de 2005
El Campeonato Femenino de la UEFA de 2005 fue la novena edición de la principal competición internacional femenina de fútbol a nivel de selecciones nacionales absolutas de Europa, organizado por la UEFA. Se llevó a cabo del 5 al 19 de julio en Inglaterra.

## Sedes
| Blackburn     | Blackpool               | Mánchester                   |
| ------------- | ----------------------- | ---------------------------- |
| Ewood Park    | Bloomfield Road         | Estadio Ciudad de Mánchester |
| Aforo: 31 367 | Aforo: 16 267           | Aforo: 55 097                |
|               |                         |                              |
| Preston       | Warrington              |                              |
| Deepdale      | Halliwell Jones Stadium |                              |
| Aforo: 23 408 | Aforo: 15 200           |                              |
|               |                         |                              |

## Formato de competición
Una vez clasificados ocho equipos nacionales, siete a través de un sistema de grupos clasificatorios y Inglaterra como país anfitrión, estos se distribuyen en dos grupos de cuatro equipos cada uno, el grupo A y el grupo B. Cada equipo juega un partido contra cada equipo del grupo, por lo que cada equipo disputará tres encuentros. Se clasifican para la siguiente ronda los dos primeros de cada grupo y estos se enfrentarán a los dos primeros del otro grupo en semifinales. El ganador de cada una de las semifinales irá a la final, cuyo ganador será el campeón.

## Equipos participantes
| Alemania   | 6 | Campeona en 1989, 1991, 1995, 1997, 2001 |
| Dinamarca  | 5 | Semifinalista en 1984, 1993              |
| Finlandia  | 0 | Debut                                    |
| Francia    | 2 | Fase de grupos en 1997, 2001             |
| Inglaterra | 4 | Semifinalista en 1987, 1995              |
| Italia     | 7 | Subcampeona en 1993, 1997                |
| Noruega    | 7 | Campeona en 1987, 1993                   |
| Suecia     | 6 | Campeona en 1984                         |

1 Negrilla indica campeón para ese año. Italica indica anfitrión para ese año.

## Fase de grupos
- Todos los horarios corresponden a la hora local de Inglaterra (UTC+1).

### Grupo A
| Equipo     | Pts | PJ | PG | PE | PP | GF | GC | Dif |
| ---------- | --- | -- | -- | -- | -- | -- | -- | --- |
| Suecia     | 5   | 3  | 1  | 2  | 0  | 2  | 1  | 1   |
| Finlandia  | 4   | 3  | 1  | 1  | 1  | 4  | 4  | 0   |
| Dinamarca  | 4   | 3  | 1  | 1  | 1  | 4  | 4  | 0   |
| Inglaterra | 3   | 3  | 1  | 0  | 2  | 4  | 5  | -1  |

| 5 de junio de 2005 | Suecia        | 1:1 (1:1) | Dinamarca     | Bloomfield Road, Blackpool                         |                                                    |
|                    | Ljungberg 21' | Reporte   | Rasmussen 29' | Asistencia: 3,231 espectadores Árbitra: Kari Seitz | Asistencia: 3,231 espectadores Árbitra: Kari Seitz |

| 5 de junio de 2005 | Inglaterra                                    | 3:2 (2:0) | Finlandia                  | Estadio Ciudad de Mánchester, Mánchester              |                                                       |
|                    | Valkonen 18' (a.g.) · Barr 40' · Carney 90+1' | Reporte   | Rantanen 56' · Kalmari 88' | Asistencia: 29,092 espectadores Árbitra: Gyöngyi Gaál | Asistencia: 29,092 espectadores Árbitra: Gyöngyi Gaál |

| 8 de junio de 2005 | Inglaterra          | 1:2 (0:0) | Dinamarca                      | Ewood Park, Blackburn                                        |                                                              |
|                    | Williams 52' (pen.) | Reporte   | M. Pedersen 80' · Sørensen 88' | Asistencia: 14,695 espectadores Árbitra: Alexandra Ihringová | Asistencia: 14,695 espectadores Árbitra: Alexandra Ihringová |

| 8 de junio de 2005 | Suecia | 0:0     | Finlandia | Bloomfield Road, Blackpool                             |                                                        |
|                    |        | Reporte |           | Asistencia: 1,491 espectadores Árbitra: Dagmar Damková | Asistencia: 1,491 espectadores Árbitra: Dagmar Damková |

| 11 de junio de 2005 | Inglaterra | 0:1 (0:1) | Suecia      | Ewood Park, Blackburn                                    |                                                          |
|                     |            | Reporte   | Sjöström 3' | Asistencia: 25,694 espectadores Árbitra: Nicole Petignat | Asistencia: 25,694 espectadores Árbitra: Nicole Petignat |

| 11 de junio de 2005 | Finlandia               | 2:1 (2:1) | Dinamarca    | Bloomfield Road, Blackpool                                  |                                                             |
|                     | Kalmari 6' · Kackur 16' | Reporte   | Sørensen 45' | Asistencia: 2,500 espectadores Árbitra: Alexandra Ihringová | Asistencia: 2,500 espectadores Árbitra: Alexandra Ihringová |

### Grupo B
| Equipo   | Pts | PJ | PG | PE | PP | GF | GC | Dif |
| -------- | --- | -- | -- | -- | -- | -- | -- | --- |
| Alemania | 9   | 3  | 3  | 0  | 0  | 8  | 0  | 8   |
| Noruega  | 4   | 3  | 1  | 1  | 1  | 6  | 5  | 1   |
| Francia  | 4   | 3  | 1  | 1  | 1  | 4  | 5  | -1  |
| Italia   | 0   | 3  | 0  | 0  | 3  | 4  | 12 | -8  |

| 6 de junio de 2005 | Alemania    | 1:0 (0:0) | Noruega | Halliwell Jones Stadium, Warrington                     |                                                         |
|                    | Pohlers 61' | Reporte   |         | Asistencia: 1,600 espectadores Árbitra: Nicole Petignat | Asistencia: 1,600 espectadores Árbitra: Nicole Petignat |

| 5 de junio de 2005 | Francia                      | 3:1 (3:0) | Italia         | Deepdale, Preston                                |                                                  |
|                    | Lattaf 16' · Pichon 20', 30' | Reporte   | Di Filippo 83' | Asistencia: 957 espectadores Árbitra: Wendy Toms | Asistencia: 957 espectadores Árbitra: Wendy Toms |

| 9 de junio de 2005 | Alemania                                         | 4:0 (2:0) | Italia | Deepdale, Preston                                  |                                                    |
|                    | Prinz 11' · Pohlers 18' · Jones 55' · Mittag 74' | Reporte   |        | Asistencia: 1,279 espectadores Árbitra: Kari Seitz | Asistencia: 1,279 espectadores Árbitra: Kari Seitz |

| 9 de junio de 2005 | Noruega       | 1:1 (0:1) | Francia            | Halliwell Jones Stadium, Warrington                  |                                                      |
|                    | Herlovsen 66' | Reporte   | Mugneret-Béghé 20' | Asistencia: 3,263 espectadores Árbitra: Gyöngyi Gaál | Asistencia: 3,263 espectadores Árbitra: Gyöngyi Gaál |

| 12 de junio de 2005 | Francia | 0:3 (0:0) | Alemania                                    | Halliwell Jones Stadium, Warrington                              |                                                                  |
|                     |         | Reporte   | Grings 72' · Lingor 77' (pen) · Minnert 83' | Asistencia: 3,835 espectadores Árbitra: Floarea Cristina Ionescu | Asistencia: 3,835 espectadores Árbitra: Floarea Cristina Ionescu |

| 12 de junio de 2005 | Noruega                                                              | 5:3 (3:1) | Italia                             | Deepdale, Preston                                      |                                                        |
|                     | Klaveness 7', 57' · Christensen 29' · Gulbrandsen 35' · Mellgren 44' | Reporte   | Gabbiadini 8', 53' · Camporese 69' | Asistencia: 1,154 espectadores Árbitra: Dagmar Damková | Asistencia: 1,154 espectadores Árbitra: Dagmar Damková |

## Segunda fase
|  | Semifinales    | Semifinales    | Semifinales |         |          | Final    | Final | Final |  |
|  |                |                |             |         |          |          |       |       |  |
|  |                |                |             |         |          |          |       |       |  |
|  | Alemania       | Alemania       | 4           |         |          |          |       |       |  |
|  | Alemania       | Alemania       | 4           |         |          |          |       |       |  |
|  | Finlandia      | Finlandia      | 1           |         |          |          |       |       |  |
|  | Finlandia      | Finlandia      | 1           |         | Alemania | Alemania | 3     |       |  |
|  |                |                |             |         | Alemania | Alemania | 3     |       |  |
|  |                |                | Noruega     | Noruega | 1        |          |       |       |  |
|  | Suecia         | Suecia         | Noruega     | Noruega | 1        | 2        |       |       |  |
|  | Suecia         | Suecia         |             |         |          | 2        |       |       |  |
|  | Noruega (t.s.) | Noruega (t.s.) | 3           |         |          |          |       |       |  |
|  | Noruega (t.s.) | Noruega (t.s.) | 3           |         |          |          |       |       |  |
|  |                |                |             |         |          |          |       |       |  |

### Semifinales
| 15 de junio de 2005 | Alemania                                | 4:1 (3:1) | Finlandia    | Deepdale, Preston                                      |                                                        |
|                     | Grings 3', 12' · Pohlers 8' · Prinz 62' | Reporte   | Mustonen 15' | Asistencia: 2,785 espectadores Árbitra: Dagmar Damková | Asistencia: 2,785 espectadores Árbitra: Dagmar Damková |

| 16 de junio de 2005 | Suecia             | 2:3 (1:1, 2:2) (t. s.) | Noruega                               | Halliwell Jones Stadium, Warrington                |                                                    |
|                     | Ljungberg 43', 89' | Reporte                | Gulbrandsen 41', 109' · Herlovsen 65' | Asistencia: 5,722 espectadores Árbitra: Kari Seitz | Asistencia: 5,722 espectadores Árbitra: Kari Seitz |

### Final
| 19 de junio de 2005 | Alemania                            | 3:1 (2:1) | Noruega      | Ewood Park, Blackburn                                        |                                                              |
| 15:15               | Grings 21' · Lingor 24' · Prinz 63' | Reporte   | Mellgren 41' | Asistencia: 21,105 espectadores Árbitra: Alexandra Ihringová | Asistencia: 21,105 espectadores Árbitra: Alexandra Ihringová |

|                             |
| Bandera de Alemania         |
| Campeón Alemania 6.º título |

## Estadísticas

### Tabla general
| Equipo | Equipo     | Pts. | PJ | PG | PE | PP | GF | GC | Dif. | Rend. |
| ------ | ---------- | ---- | -- | -- | -- | -- | -- | -- | ---- | ----- |
| 1      | Alemania   | 15   | 5  | 5  | 0  | 0  | 15 | 2  | 13   | 100%  |
| 2      | Noruega    | 7    | 5  | 2  | 1  | 2  | 10 | 10 | 0    | 46,6% |
| 3      | Suecia     | 5    | 4  | 1  | 2  | 1  | 4  | 4  | 0    | 41,6% |
| 4      | Finlandia  | 4    | 4  | 1  | 1  | 2  | 5  | 8  | -3   | 33,3% |
| 5      | Dinamarca  | 4    | 3  | 1  | 1  | 1  | 4  | 4  | 0    | 44,4% |
| 6      | Francia    | 4    | 3  | 1  | 1  | 1  | 4  | 5  | -1   | 44,4% |
| 7      | Inglaterra | 3    | 3  | 1  | 0  | 2  | 4  | 5  | -1   | 33,3% |
| 8      | Italia     | 0    | 3  | 0  | 0  | 3  | 4  | 12 | -8   | 0%    |

### Goleadoras
| Jugadora            | Selección | Goles |
| ------------------- | --------- | ----- |
| Inka Grings         | Alemania  | 4     |
| Birgit Prinz        | Alemania  | 3     |
| Conny Pohlers       | Alemania  | 3     |
| Solveig Gulbrandsen | Noruega   | 3     |
| Hanna Ljungberg     | Suecia    | 3     |